# 太陽光

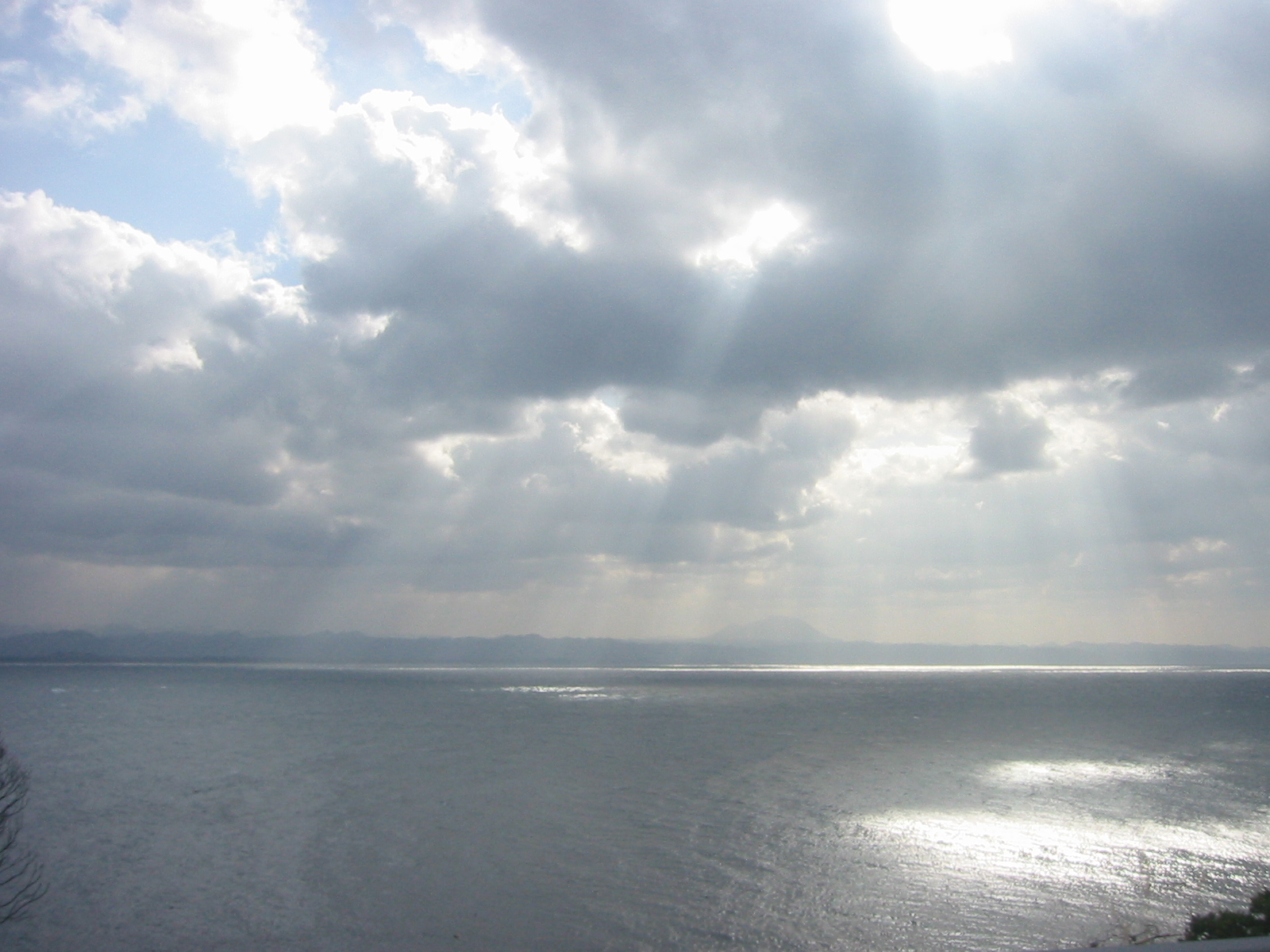
雲間から差す太陽光。

太陽光（たいようこう、英: sunlight）とは、太陽が放つ光である。日光（にっこう）とも言う。地球においては生物の営みや気候その他自然現象に根幹的に影響を与えている。人類は、太陽の恵みとも言われる日の光を享受し、古代より共存し発展してきた。

## 太陽のメカニズム

### 太陽光の発生
1. 太陽の中心部では、重力によって水素の核融合が起こっており、ガンマ線が発生する。
2. ガンマ線は、太陽の内部で物質への吸収と放出を繰り返し、その際にエネルギーが失われる。表面に近づくほど周波数が下がり、一部は可視光線や赤外線、紫外線となり放射される。

### 地球到達

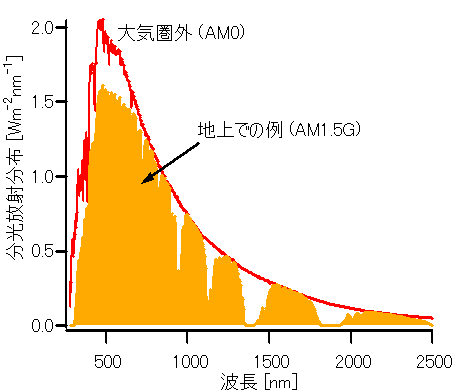
地球軌道上での太陽光（AM0）、および温帯の地上での平均的太陽光スペクトルの概形（AM1.5G）

太陽光として太陽から放出された光は、地球軌道付近で約1.37kW/m2（太陽定数）のエネルギーを持つ。これが地球軌道上の人工衛星が受光できるエネルギーとなる。光子の数にして1平方メートル・秒あたり6×1021個（十垓個）以上になる。
エックス線は殆どが大気で遮断される。また有害な紫外線も成層圏のオゾン層で90%以上がカットされる。可視光線、赤外光も、大気圏中での反射・散乱・吸収などによって平均4割強が減衰し、地上に到達する
。
大気を通過する距離が変わるため、地上の各地点で受光できるエネルギー密度は緯度や季節、時刻に従って変化する。日本付近では最大約1kW/m2のエネルギーとなる。
- 太陽光が太陽から放たれて地上に到達するまでの時間は約8分17～19秒（天文単位、太陽と地球の半径、光速から計算できる）。
- 地球に到達した太陽光線の1時間あたりの総エネルギー量は20世紀後半の世界の1年間で消費されるエネルギーに匹敵する。
そのエネルギーの地上での内訳は、
  - 地上で熱に変わってしまうエネルギーは約45%
  - 海中に蓄えられるエネルギーは20数%
  - 風や波を動かす原動力へ変わるエネルギーは0.2%程度
  - 光合成に使われるエネルギーは0.02%程度
  - 宇宙へ反射してしまうエネルギーは30%程度

最終的には、可視光や赤外線などの電磁波として宇宙へ再放射される。詳しくは地球のエネルギー収支を参照。
太陽光から変換された熱エネルギーは、気象現象の駆動力として働き、地球上のさまざまな場所に雨や風をもたらすことに寄与している。
また、植物や植物プランクトンは光合成によって必要な酸素やエネルギーを産生している。動物も、太陽光を浴びることによって体温維持を行っているものがいる。また、日射量の変化つまり昼と夜の移り変わりは、生物の活動に多大な影響を与えている。

## 太陽光の利用

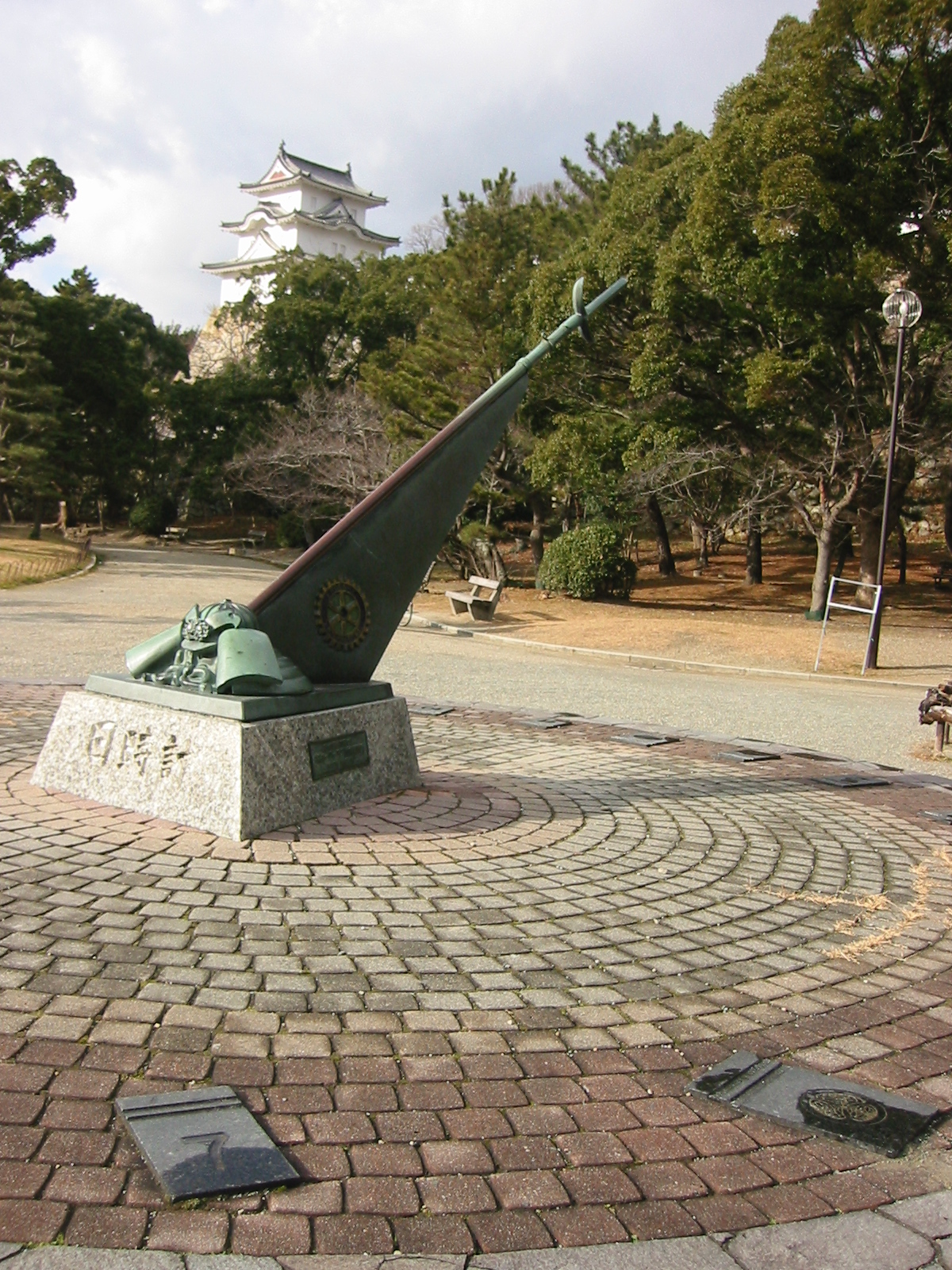
極軸式日時計

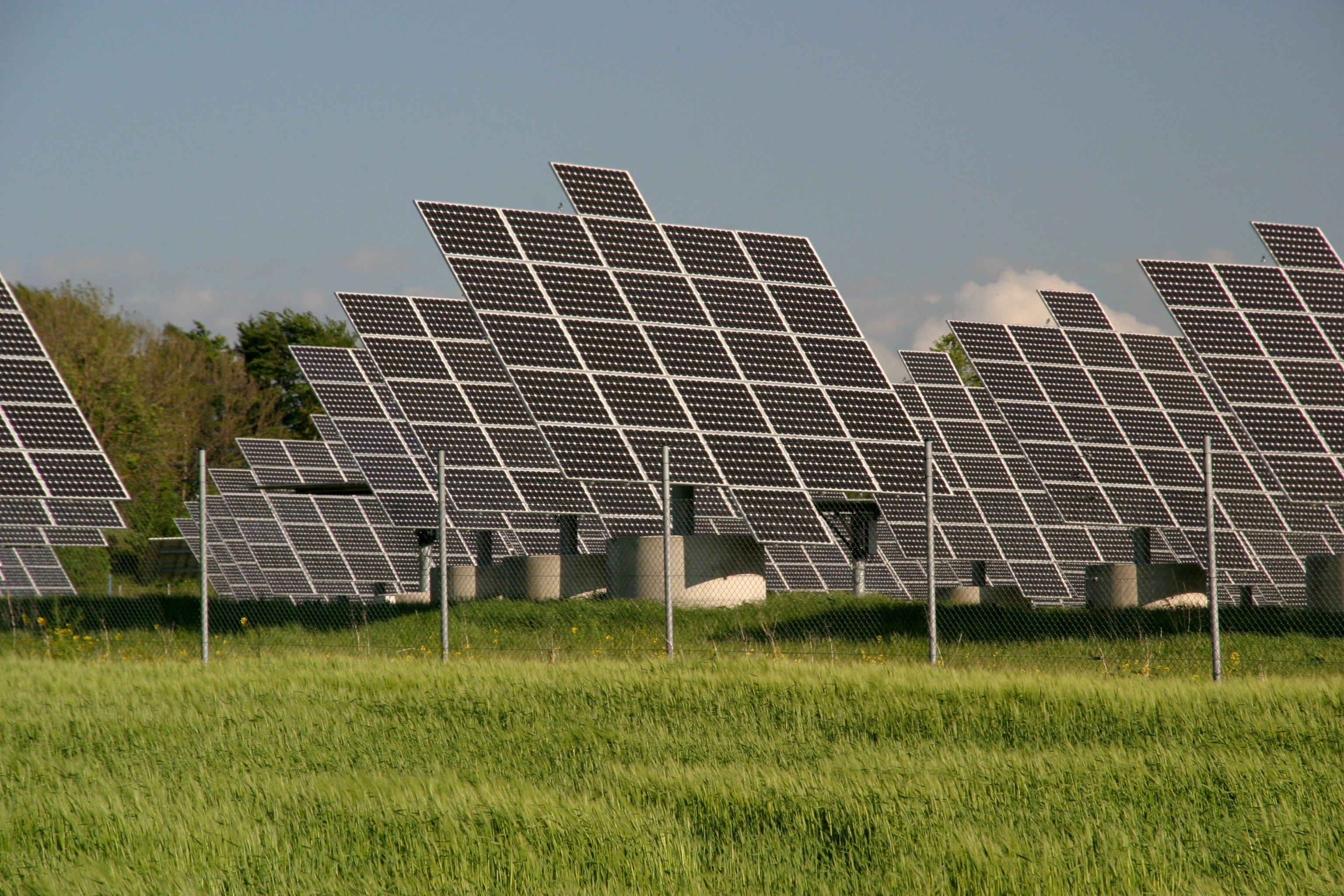
太陽光発電パネル（ドイツ）

地上に到達したエネルギーは直接的、間接的に人間の生活に利用されている。

### 古代からの利用
濡れた衣類の乾燥、土器の乾燥、乾物、オリンピック聖火の点火などに利用された。

### 発明
日時計
太陽の傾きを太陽光を利用して時刻として利用した。
鏡
採光のためや合図、伝言に使用された。
レンズ
カメラや、望遠鏡、顕微鏡など光学機械を産んだ。

### 発電
太陽光発電・太陽熱発電
太陽光のエネルギーを、太陽電池やタービンを用いて電力に変える。
水力発電
河川の流れは太陽光によって温められた雨雲が降らせた雨である。
風力発電
風は太陽光が暖めた空気の流れである。
波力発電
海面の上下は風に煽られた波のうねりである。
海流発電
海流は太陽に温められた海水の循環である。ちなみに潮力発電は太陽光とは無関係。
バイオマス発電
植物の光合成は太陽光のエネルギーを用いて行わる。

## 太陽光の悪影響
太陽光に含まれる紫外線は、合成樹脂（プラスチック）を光反応により分解して劣化する原因となる。また、その他の材料においても、紫外線が劣化や変色の原因になるものは多い。
太陽光に含まれる紫外線の一部は、殺菌作用を持つと同時に、発がん性を持つことも確認されている。IARCの発がんリスク区分では「太陽光曝露」がGroup1（発がん性が認められる）に分類されている。特に、皮膚がんの発症要因の1つとされる。疫学的には、UV-C（地表にはほとんど到達しない）やUV-Bによるがんにつながりうる遺伝子損傷が認められているほか、同人種間では緯度が低いほど皮膚がんの発生率が高いという研究結果もある。